# Su Zhenhua

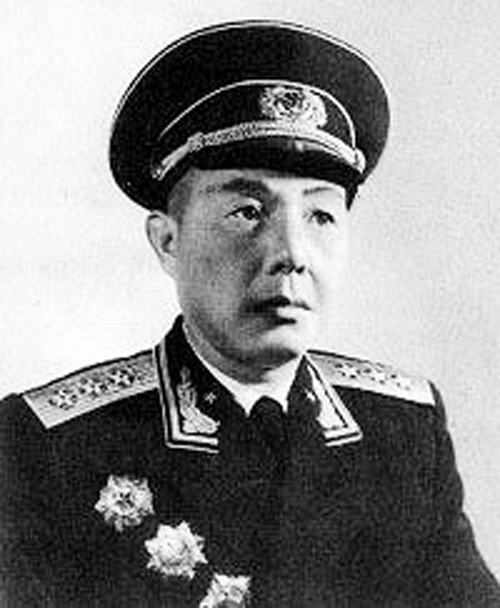
Su Zhenhua

Su Zhenhua (chinesisch 蘇振華 / 苏振华; Geburtsname: Su Qisheng; * 2. Juni 1912 in Pingjiang, Yueyang, Hunan, Kaiserreich China; † 7. Februar 1979) war ein chinesischer General der Volksbefreiungsarmee, Admiral der Marine und Politiker der Kommunistischen Partei Chinas (KPCh), der von 1976 bis 1979 Bürgermeister der Stadt Shanghai sowie zwischen 1977 und 1979 Mitglied des Politbüros der Kommunistischen Partei Chinas war.

## Leben

### Offizier im Bürgerkrieg und Zweiten Japanisch-Chinesischen Krieg
Su Zhenhua, der als Su Qisheng geboren wurde, trat während des Herbsternte-Aufstandes in seiner Heimatstadt Pingjiang 1928 als Sechzehnjähriger in die Rote Armee ein. Er diente dabei in einer Einheit unter dem Kommando von Peng Dehuai und floh mit diesem in eine Guerilla-Basis im Jinggangshan-Gebirge. 1929 wurde er Mitglied des Kommunistischen Jugendverbandes Chinas (KJVC) sowie 1930 auch Mitglied der Kommunistischen Partei Chinas (KPCh). Aufgrund seiner militärischen Tapferkeit wurde er während des 1927 begonnenen Chinesischen Bürgerkrieges zum Zugführer sowie zum Politoffizier einer Kompanie des Dritten Regiments der Ersten Division der Dritten Armee der Chinesischen Roten Arbeiter- und Bauernarmee ernannt. Später fungierte er als Politkommissar eines Regiments sowie einer Division und nahm an verschiedenen Schlachten teil. Er gehörte zwischen 1934 und 1935 zu den Teilnehmer des Langen Marsches und gehörte nach der Ankunft in Yan’an zur ersten Gruppe von Offizieren der Roten Armee, die im April 1936 an der Anti-Japanischen Militärischen und Politischen Universität studierte.
Nach Beginn des Zweiten Japanisch-Chinesischen Krieges am 7. Juli 1937 nahm er unter dem Kommando von Lin Biao an der Schlacht von Pingxingguan (24. bis 25. September 1937) teil, die mit einem taktischen Sieg Chinas endete. Später war Su selbst Leiter einer Abteilung an der Anti-Japanischen Militärischen und Politischen Universität sowie Präsident der vom Zentralchinesischen Büro der KPCh eingerichteten Parteischule in Pingjiang. Im Mai 1943 wurde er Politkommissar der 343. Brigade der 115. Division der Achten Marscharmee sowie später des neu gegründeten Jin-Ji-Lu-Yu-Militärkommandos. In der Endphase des Chinesischen Bürgerkrieges war er zwischen 1946 und 1949 Politkommissar der Ersten Abteilung der Jin-Ji-Lu-Yu-Feldarmee sowie  Politkommissar der der Fünften Heeresgruppe der Zweiten Feldarmee. Dann war er Politischer Kommissar des Militärbezirks Shanxi-Chahar-Hebei sowie eines Korps der Zweiten Feldarmee, wo er auf Deng Xiaoping traf.

### Aufstieg zum General, „Gründungsvater“ der modernen Marine und Kulturrevolution
Nach der Gründung der Volksrepublik China am 1. Oktober 1949 wurde Su Zhenhua Kommandeur und Politischer Kommissar des Militärkommandos der Provinz Guizhou. Zugleich fungierte er zwischen 1949 und seiner Ablösung durch Zhou Lin 1954 auch als Generalsekretär des Parteikomitees der Provinz Guizhou. Im Februar 1953 wurde er stellvertretender Politischer Kommissar sowie als Nachfolger von Liu Daosheng im April 1954 auch Leiter der Politischen Abteilung der Marine der Volksbefreiungsarmee. 1955 erfolgte seine Beförderung zum General. Auf dem VIII. Parteitag der KPCh (15. bis 27. September 1956) wurde er Kandidat des Zentralkomitees (ZK) und hatte diese Funktion bis zum 24. April 1969 inne. Als Nachfolger von Zhang Aiping wurde er im August 1957 Politischer Kommissar der Marine und war als solcher während eines Konflikts mit Taiwan 1958 Kommandeur von Marineeinheiten in der Formosastraße. Dabei bevorzugte eine Taktik enger Angriffe und nutzte dazu kleine, schnelle Patrouillenboote, die innerhalb einer Distanz von nur 200 Metern angriffen.
1958 war Su Leiter einer Delegation bei einem Besuch der Sowjetunion zur Beschaffung und Einführung von Ausrüstung und neuer Technologie der Marine. Später war er in seiner Position zuständig für die Einrichtung der Infrastrukturen für Marineforschung und neuer Systeme für die Kriegsschiffbauindustrie. Er schuf zudem sechs spezielle Forschungsinstitute für Marinetechnologie und Meereswissenschaften. Unter seiner Führung baute China ein integriertes und dynamisches System auf, das militärische wissenschaftliche Forschung, industrielle Produktion und Trainingsauslastung verband. Dies ermöglichte der chinesischen Marine zu einer effektiven Streitkraft mit moderner operativer Fähigkeit zu werden. Bei einem Treffen mit Mao Zedong soll dieser seine Hand gehalten und gesagt haben: „Die Führung der Marine verlässt sich auf Sie. Sie müssen eine starke Marine bauen, vor der unser Feind Angst hat.“ 1959 wurde er Mitglied des Ständigen Ausschusses der Zentralen Militärkommission (ZMK) und fungierte zugleich als deren stellvertretender Generalsekretär.
Nach Beginn der Kulturrevolution 1966 wurde Su Zhenhua von Verteidigungsminister Marschall Lin Biao und anderen radikalen Maoisten beschuldigt, einen „militärischen Club innerhalb der Partei und Armee“ gegründet und zusammen mit He Long einen Staatsstreich gegen Mao Zedong geplant zu haben. Deshalb wurde er als Politischer Kommissar der Marine von Li Zuopeng abgelöst und trat für fünf Jahre nicht in Erscheinung. Im März 1972 wurde er in den aktiven Dienst zurückberufen und übernahm den Posten als Erster Stellvertretender Kommandeur der Marine. Er setzte seinen besonderen Beitrag zur Verbesserung der Marine fort, insbesondere durch die Vorbereitung eines Zehn-Jahres-Entwicklungsplans der Marine für die Zentrale Militärkommission. Der Bericht beinhaltete detaillierte Pläne in sieben Bereichen wie die Leitprinzipien für Marineoperationen, Grundlagen für den Bau von Schlachtschiffen, Produktion von Ausrüstung und die Bildung einer modernen Flotte, die U-Boote und Lang- und Mittelstrecken-Lenkwaffen-Zerstörer einschloss. Im März 1973 übernahm er von Li Zuopeng erneut den Posten als Erster Politischer Kommissar der Marine.

### Bürgermeister von Shanghai und Mitglied des Politbüros
Auf dem X. Parteitag der KPCh (24. bis 28. August 1973) wurde Su erstmals zum Mitglied des Zentralkomitees (ZK) gewählt und gehörte diesem nach seiner Wiederwahl auf dem XI. Parteitag der KPCh (12. bis 18. August 1977) bis zu seinem Tode am 7. Februar 1979 an. Zugleich wurde er auf dem X. Parteitag der KPCh auch Kandidat des Politbüros der Kommunistischen Partei Chinas, 1976 wurde er zum Direktor der Nachrichten- und Presseagentur Xinhua ernannt und war damit zuständig für alle nationalen Rundfunk- und Fernsehsender, Tageszeitungen, Zeitschriften und andere Medien- und Presseerzeugnisse in Peking. Während der politischen Kämpfe gegen die Viererbande und die maoistischen Führer im Herbst 1976 wurde er als Nachfolger von Zhang Chunqiao zum Generalsekretär des Parteikomitees von Shanghai ernannt und bekleidete diesen Posten bis zu seinem Tode am 7. Februar 1979, woraufhin Peng Chong seine Nachfolge antrat. Daneben löste er Zhang Chunqiao im November 1976 auch als Vorsitzender des Revolutionären Komitees von Shanghai und damit als Bürgermeister der Stadt Shanghai. Auch diesen Posten bekleidete er bis zu seinem Tode und wurde danach ebenfalls von Peng Chong abgelöst.
Auf dem XI. Parteitag der KPCh (12. bis 18. August 1977) wurde Su Zhenhua ferner zum Mitglied des Politbüros der Kommunistischen Partei Chinas gewählt und gehörte diesem Führungsgremium der Partei auch bis zu seinem Tode am 7. Februar 1979 an. Er starb an den Folgen eines Herzinfarkts im Alter von 66 Jahren.